# Struktury

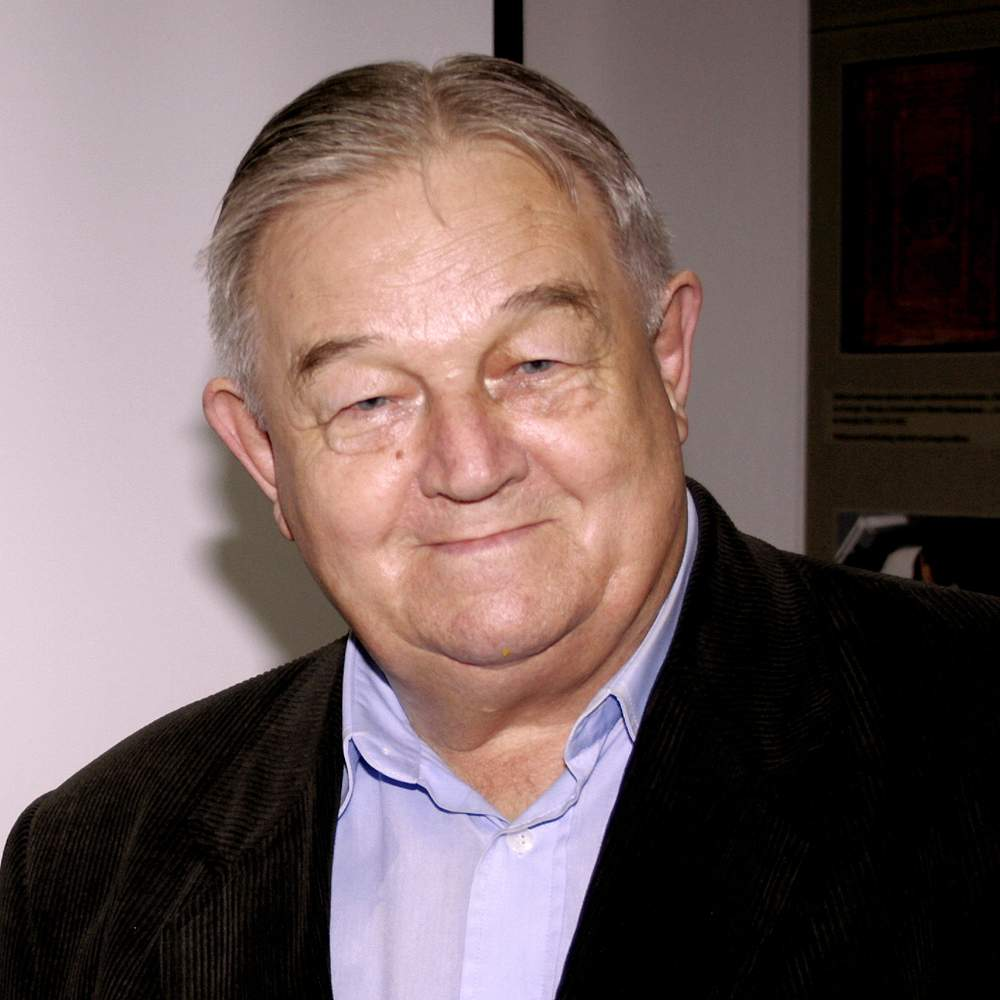
Paweł Pierściński (2010)

Struktury – książka, album fotograficzny autorstwa Pawła Pierścińskiego, wydany w 1982 roku przez Krajową Agencję Wydawniczą w Warszawie.

## Charakterystyka
Autorem albumu jest Paweł Pierściński – polski artysta fotograf, twórca Kieleckiej Szkoły Krajobrazu – kierunku artystycznego w fotografii, którzy stworzył oryginalny i rozpoznawalny styl w fotografowaniu pejzaży Kielecczyzny. Struktury są publikacją stanowiącą zbiór czarno-białych fotografii ujawniających świat struktur, wkomponowanych w krajobrazy Kielecczyzny. Autor ukazuje wspólną zależności linii, kształtów przypominających geometryczne figury (kwadraty, równoległoboki, romby, trapezy, trójkąty), form nieregularnych – stanowionych przez podzielone miedzami świętokrzyskie poletka, pola – tworzące piękne, niepowtarzalne krajobrazy Kielecczyzny.
Zdjęcia do albumu powstawały w obszarze Gór Świętokrzyskich. Album zawiera krótki tekst autora publikacji w języku polskim i angielskim, mówiący o merytorycznych i technicznych aspektach opublikowanych w albumie fotografii, kolaży – w dużej części nawiązujących do fotografii piktorialnej.
Projekt albumu powstał pod redakcją Stanisława K. Stopczyka. Album wydano w nakładzie 10 000 egzemplarzy.